# لایشته
لایشته (به آلمانی: Lichte) یک شهر در آلمان است که در زارفلد-رودلشتات واقع شده‌است.